# Апамея Киботос
Апамея Киботос (на гръцки: Απάμεια Κιβωτός; Apameia Kibotos, Apamea; на старогръцки: κιβωτός) е древен град във Фригия, Мала Азия на изворите на реките Меандър и Марсия (Марсий). Днес градът се казва Динар и се намира в провинцията Афион в Турция.
Градът е основан от Антиох I (упр. 281– 261 пр.н.е.) на мястото на град Келене (Kelainai, Κελαιναί) и го нарича на майка си Апама.
През 188 пр.н.е. в града се сключва Мирът в Апамея между Римската република и Селевкидското царство. По времето на Римската империя градът е втори по големина в Мала Азия след Ефес. От града днес са запазени малко археологични останки.